# Irische Badmintonmeisterschaft 2010
Die Irische Badmintonmeisterschaft 2010 fand vom 6. bis zum 7. Februar 2010 in Lisburn statt.

## Austragungsort
- Lisburn, National Badminton Centre, 36 Belfast Road

## Die Sieger und Platzierten
| Disziplin    | Gold                      | Silber                         | Bronze                       |
| ------------ | ------------------------- | ------------------------------ | ---------------------------- |
| Herreneinzel | Scott Evans               | Tony Stephenson                | Conor Hickland               |
| Herreneinzel | Scott Evans               | Tony Stephenson                | Gavin McAuley                |
| Dameneinzel  | Chloe Magee               | Sinead Chambers                | Karen Bing                   |
| Dameneinzel  | Chloe Magee               | Sinead Chambers                | Laura Butler                 |
| Herrendoppel | Sam Magee Tony Stephenson | Daniel Magee Mark Topping      | Matthew Gleave Gavin McAuley |
| Herrendoppel | Sam Magee Tony Stephenson | Daniel Magee Mark Topping      | Joe Ledwidge Niall Tierney   |
| Damendoppel  | Karen Bing Keelin Fox     | Laura Butler Jennifer King     | Emma Calow Sinead Chambers   |
| Damendoppel  | Karen Bing Keelin Fox     | Laura Butler Jennifer King     | Lauren McElveen Pamela Peard |
| Mixed        | Sam Magee Chloe Magee     | Matthew Gleave Sinead Chambers | Michael Watt Erin Keery      |
| Mixed        | Sam Magee Chloe Magee     | Matthew Gleave Sinead Chambers | Mark Topping Keelin Fox      |